# Clymenopsis
Clymenopsis är ett släkte av ringmaskar som beskrevs av Addison Emery Verrill 1900. Clymenopsis ingår i familjen Maldanidae.
Kladogram enligt Catalogue of Life och Dyntaxa:
| Clymenopsis | \| \| Clymenopsis californiensis \| \| \| \| \| \| Clymenopsis cingulata \| \| \| \| \| \| Clymenopsis concaudata \| \| \| \| \| \| Clymenopsis constricta \| \| \| \| |
|             | \| \| Clymenopsis californiensis \| \| \| \| \| \| Clymenopsis cingulata \| \| \| \| \| \| Clymenopsis concaudata \| \| \| \| \| \| Clymenopsis constricta \| \| \| \| |
|             | Clymenopsis californiensis |
|             | |
|             | Clymenopsis cingulata |
|             | |
|             | Clymenopsis concaudata |
|             | |
|             | Clymenopsis constricta |
|             | |